# Паташник, Орен
Орен Паташник (англ. Oren Patashnik, род. 1954) — учёный, работающий в сфере компьютерных наук. Известен как соавтор книги «Конкретная математика. Основание информатики» и создатель библиографической системы BibTeX.

## Биография
Орен Паташник окончил Йельский университет в 1976 году, продолжил изучение компьютерных наук в Стэнфордском университете, где его исследования курировал Дональд Кнут.
Во время работы в лаборатории Белла в 1980 году Паташник доказал, что партия в трёхмерные крестики-нолики всегда может быть выиграна первым игроком. Доказательство с помощью компьютера потребовало 1500 часов машинного времени.
В 1985 году Паташник создал библиографическую систему BibTeX в сотрудничестве с Лесли Лампортом, создателем LaTeX.
В 1988 году Паташник работал над книгой «Конкретная математика. Основание информатики» совместно с Рональдом Грэхемом и Дональдом Кнутом.